# 858 El Djezair
El Djezair (asteróide 858) é um asteróide da cintura principal com um diâmetro de 23,51 quilómetros, a 2,518412 UA. Possui uma excentricidade de 0,1035334 e um período orbital de 1 719,83 dias (4,71 anos).
El Djezair tem uma velocidade orbital média de 17,77036779 km/s e uma inclinação de 8,88289º.
Esse asteróide foi descoberto em 26 de Maio de 1916 por Frédéric Sy.